# Cucullia syggnomon
Cucullia syggnomon är en fjärilsart som beskrevs av Dyar 1919. Cucullia syggnomon ingår i släktet Cucullia och familjen nattflyn. Inga underarter finns listade i Catalogue of Life.